# Símbolo de Jacobi
O símbolo de Jacobi é uma generalização do símbolo de Legendre. Introduzido por Jacobi em 1837, e é de interesse teórico em aritmética modular e outros ramos de teoria dos números, mas seu uso principal é em teoria dos números computacional, especialmente no teste de primalidade e fatoração de inteiros; estes por sua vez, são importantes na criptografia.